# Relations entre l'Argentine et le Chili
L'Argentine et le Chili partagent la 3e plus longue frontière du monde avec 5 300 kilomètres de long sur la cordillère des Andes.
Indépendants depuis le XIXe siècle, les relations entre les pays ont été refroidies à la suite de différends sur leur frontière en Patagonie (conflit du Beagle). Néanmoins, au cours des dernières années, les relations se sont considérablement améliorées avec l'accroissement des échanges entre les deux pays.
L'Argentine et le Chili ont suivi des politiques économiques différentes : le Chili est un membre actif de la Coopération économique pour l'Asie-Pacifique (APEC), tandis que l'Argentine appartient au Marché commun du Sud (Mercosur).